# Едмунд Буланда
Едмунд Ян Буланда (пол. Edmund Jan Bulanda; 28 жовтня 1882, Краків — 3 квітня 1951, Вроцлав) — польський археолог, ректор Львівського університету імені Яна Казимира, професор Вроцлавського університету.

## Біографія
У 1902 році закінчив молодшу школу Анни у Кракові, потім у 1903—1907 роках навчався на філософському факультеті Ягеллонського університету, де у 1908 році здобув докторський ступінь. У 1907—1913 роках подорожував до Відня, Берліна, Мюнхена, Флоренції, Риму, Сицилії, Греції та Малої Азії, працюючи в місцевих музеях та брав участь у розкопках. У Ягеллонівському університеті в 1913 році був побудований в класичній археології. Під час Першої світової війни в 1915—1916 роках служив в австро-угорській армії. З 1 грудня 1916 по 1920 роки був доцентом Львівського університету, потім — професором. Брав участь в обороні Львова під час польсько-української війни як член громадянської гвардії. Був обраний деканом гуманітарного факультету (двічі), а в 1933 р. Ректором польського університету Яна Казимира у Львові (він не обіймав посади в той час через протидію міністра народного просвітництва та релігійних конфесій Януша Єнджеєвича). Був обраний ректором Ягеллонського університету 21 січня 1938 року, виконуючи цю функцію з 25 лютого 1938 року. По 31 серпня 1939 року став членом-засновником «Львівського товариства побудови візуальної панорами колишнього Львова», створеного в 1938 році.
Після початку Другої світової війни, агресії СРСР проти Польщі та приходу радянської окупації читав лекції з християнської археології на таємному теологічному факультеті Ягеллонського університету. Був задіяний у таємному навчанні. Після нападу Німеччини на СРСР та приходу німецької окупації) його уповноважив директор департаменту освіти та культури делегації уряду в країні Чеслав Вицех координувати діяльність підпільників, спрямовану на вищу освіту. З липня 1941 року проводив роботу, спрямовану на активізацію таємної діяльності Ягеллонського університету, а з 5 серпня 1941 року по січень 1942 року був делегатом обласного уряду у Львові та діяв під псевдонімом «Краків'як». Став ректором таємного УЖК (30 червня 1941 року — 23 липня 1944), читав лекції з археології на гуманітарному факультеті, засідав у комітеті докторських дисертацій. Після приходу Східного фронту і створення в липні 1944 року Університету Іван Франко був працевлаштований на кафедрі класичної філології.
У 1945 році, вимушений покинути Львів, він оселився у Вроцлаві. З 1 травня 1946 року працював на гуманітарному факультеті Вроцлавського університету на посаді дійсного професора. Був завідувачем кафедри класичної археології. Піддався репресивним діям влади Польської Народної Республіки, Центральним комітетом ПЗПР (19149/1950) він був названий «професором реакції». Займався давньогрецькою скульптурою, античною зброєю та історією етрусків. Опублікував понад 50 наукових праць багатьма мовами. Був президентом Польського археологічного товариства, членом Наукового товариства у Львові, Асоціації львівських нумізматів, Вроцлавського наукового товариства та Німецького археологічного інституту.
Похований на кладовищі св. Вавжинець у Вроцлаві.